# Katekolamin

Adrenalin.

Noradrenalin.

Dopamin.

Katekolaminer är en grupp av kemiska ämnen som kommer från aminosyran tyrosin och som innehåller en amingrupp och en katekolgrupp (1,2-dihydroxibensen). De tre mest vanligt förekommande katekolaminerna är dopamin, noradrenalin och adrenalin. Katekolaminer är hormoner som signalerar psykisk stress eller låga blodsockernivåer (se flykt- och kamprespons).
Adrenalin och noradrenalin har liknande effekt, men adrenalin är huvudsakligen ett blodburet hormon som avges från binjuremärgen, medan noradrenalin fungerar som transmittorsubstans i det sympatiska nervsystemet. Den kemiska skillnaden är bara att adrenalin har en metylgrupp på kväveatomen.

## Syntes

Syntesen av de viktigaste katekolaminerna (engelsk text).

Tyrosin bildas av fenylalanin eller tillgodoses genom kosten. Tyrosin bildar DOPA (dihydroxifenylalanin) med hjälp av enzymet tyrosinhydroxylas. DOPA kan sedan omvandlas till dopamin med hjälp av enzymet DOPA-dekarboxylas. Noradrenalin är nästa steg i reaktionskedjan efter enzymatisk omvandling av enzymet dopamin-beta-hydroxylas. Noradrenalin är ett förstadium till adrenalin som kan aktiveras genom enzymet fenyletanolamin N-metyl-transferas.